# Chi Kraeng
Chi Kraeng är ett distrikt i Kambodja.   Det ligger i provinsen Siem Reap, i den centrala delen av landet, 190 km norr om huvudstaden Phnom Penh.